# Rozsdásfejű rókaposzáta
A rozsdásfejű rókaposzáta (Scepomycter winifredae) a madarak osztályába, ezen belül a verébalakúak (Passeriformes) rendjébe szuharbújófélék (Cisticolidae) családjába tartozó faj.

## Rendszerezése
A fajt Reginald Ernest Moreau angol ornitológus írta le 1938-ban, a Artisornis nembe Artisornis winifredae néven.

## Előfordulása
Kis területen, Tanzánia keleti részén honos. Természetes élőhelyei a szubtrópusi és trópusi hegyvidéki esőerdők. Állandó, nem vonuló faj.

## Megjelenése
Testhossza 14 centiméter. Vörös az arca, a torka és a melle. Tollazata többi része olajbarna, alig sötétebb szárnyakkal és farokkal.

## Természetvédelmi helyzete
Az elterjedési területe kicsi és gyorsan csökken, egyedszáma 330-1000 példány közötti és szintén csökken. A Természetvédelmi Világszövetség Vörös listáján mérsékelten fenyegetett fajként szerepel.